# Palestina en los Juegos Olímpicos de Río de Janeiro 2016
Palestina confirmó su participación en los Juegos Olímpicos de 2016 en Río de Janeiro, Brasil, del 5 al 21 de agosto de 2016. Compuesta por seis deportistas (algunos de ellos invitados por el Comité Olímpico Internacional) se trata de la delegación palestina más grande en la historia de los Juegos Olímpicos. Tres de ellos son germano-palestinos.
Mayada Al-Sayad fue la abanderada durante la ceremonia de apertura. Antes de viajar a Río, las autoridades de Israel retuvo sus equipajes, por lo que debieron improvisar sus vestimentas en dicha ceremonia. En la ceremonia de clausura, Mary Al-Atrash fue la abanderada.

## Deportes

### Atletismo
Palestina envía a los atletas Mohammed Abu Khoussa (100 m masculino) y Mayada Al-Sayad (maratón femenina).

### Equitación
Palestina logró la participación de un jinete de doma, Christian Zimmermann, en virtud de unl ranking de África y Oriente Medio de la Federación Ecuestre Internacional, lo que significa el debut olímpico de la nación en el deporte ecuestre.

### Judo
Palestina recibió una invitación de la comisión tripartita para enviar un yudoca, Simon Yacoub, que compita en la categoría extra-ligera de hombres (60 kg) para los Juegos Olímpicos.

### Natación
Palestina recibió una invitación de la Federación Internacional de Natación enviar dos nadadores (Ahmed Gebrel, 200 m estilo libre y Mary Al-Atrash, 50 m estilo libre) a los Juegos Olímpicos.